# Keenania capitata
Keenania capitata là một loài thực vật có hoa trong họ Thiến thảo. Loài này được (Ridl.) Craib mô tả khoa học đầu tiên năm 1932.